# Kinofenster.de
kinofenster.de (früher Kinofenster) ist ein Onlineportal für Filmbildung. Herausgeberin ist Bundeszentrale für politische Bildung.

## Geschichte
Kinofenster wurde 1996 als pädagogische Zeitschrift der Bundeszentrale für politische Bildung eingeführt, seit 2000 existieren die Angebote ausschließlich online. Im Oktober 2006 erfolgte ein Relaunch mit dem neuen Kooperationspartner Vision Kino. Seit dem 1. September 2017 ist die Bundeszentrale für politische Bildung alleinige Herausgeberin von kinofenster.de.

## Inhalte
Das Portal richtet sich an Pädagogen und Eltern sowie an Kinobetreiber und Filmverleiher. kinofenster.de stellt aktuelle Kinofilme vor, die sich für die filmpädagogische Arbeit eignen. Das Archiv des Portals beinhaltet über 1000 Filme mit Besprechungen, gesellschaftspolitischen, historischen und filmästhetischen Hintergrundtexten sowie Anregungen für den Unterricht und Arbeitsblättern.
Jeden Monat präsentiert kinofenster.de einen Kinofilm als „Film des Monats“. Mehrmals jährlich erscheint ein Dossier zu gesellschaftlich und filmisch relevanten Themen.
Darüber hinaus informiert kinofenster.de über Neuigkeiten und Veranstaltungen wie Fortbildungen aus der Film- und Medienpädagogik und bietet Adressen und Links zu entsprechenden Einrichtungen.